# Valoria (Cantabria)
Valoria es una localidad del municipio de Udías (Cantabria, España). En el año 2008 contaba con una población de 53 habitantes (INE). La localidad se encuentra a 300 metros de altitud sobre el nivel del mar, y a 0,6 kilómetros de la capital municipal, Pumalverde.